# Площадь Ленина (Пятигорск)
Площадь Ленина — главная площадь города Пятигорска.

## Описание
Образована на территории бывшей Базарной площади и части улицы Лермонтова, сформировалась в начале 1970-х годов с возведением памятника Ленину.
Граничит с севера с улицами Коста Хетагурова и Лермонтова, с юга с улицами Козлова и Лермонтова, с востока с Соборной улицей, с запада с улицей Крайнего. Была включена в Единый адресный реестр города Пятигорска 21 января 2008 года.

## Примечательные здания и сооружения
Чётная сторона
- № 2 — Администрация города Пятигорска
- № 14 — ОАО «Полиграфист» (здание бывшей типографии им. Г. Г. Анджиевского), 1908 год, предположительно построено городским архитектором С. И. Гущиным или зодчим Э. Б. Ходжаевым. Представляет собой двухэтажное кирпичное здание на цокольном этаже из машукского камня, стиль модерн с элементами барокко[4].

Нечётная сторона
- № 3 — студенческое общежитие Пятигорского медико-фармацевтического института
- № 13 — гостиница «Интурист»
- № 23 — Центр военно-патриотического воспитания молодёжи

- Общий вид площади
- Памятник В. И. Ленину в Пятигорске, 1971
- Памятник «Огонь вечной славы» погибшим за власть Советов, 1971
- Аллея Героев Советского Союза  и Полных кавалеров Ордена Славы, 1968
- Памятник К. Л. Хетагурову, 2009

Центральная часть (сквер)
- Памятник «Огонь вечной славы» погибшим за власть Советов, 1971, открыт в августе 1972 года по проекту архитекторов И. Ю. Стофорандова и А. И. Широкова[5].  261711055280006.
- Аллея Героев Советского Союза и Полных кавалеров Ордена Славы, 1968
- Памятник В. И. Ленину, 1971, скульптор А. М. Портянко и архитекторы В. П. Соколов и В. В. Богданов[2][6].  261610490490005
- Памятник погибшим на Кавказе в годы Гражданской войны.  261711033690005
- Памятник А. П. Ермолову, 2010, скульптор — Равиль Юсупов[7]
- Памятник К. Л. Хетагурову, 2009, скульптор — Георгий Сабеев[8]
- Аллея Почетных граждан города Пятигорска[2]
- Центральный городской фонтан[2].

## Транспорт
В 100 метрах севернее находится пригородная автостанция «Верхний рынок», также являющаяся промежуточной остановкой многих основных автобусных городских маршрутов.